# Metopocoilus rojasi
Metopocoilus rojasi är en skalbaggsart som beskrevs av Sallé 1853. Metopocoilus rojasi ingår i släktet Metopocoilus och familjen långhorningar.
Artens utbredningsområde är Venezuela. Inga underarter finns listade i Catalogue of Life.